# Reveille
Reveille es el cuarto LP de Deerhoof. Fue grabado en conjunto por los sellos independientes de Kill Rock Stars y 5 Rue Christine. Se lanzó al mercado el 4 de junio de 2002. En esta ocasión Satomi Matsuzaki creó las ilustraciones que acompañan al disco. no confunidir con Reveille

## Lista de canciones
1. Sound the Alarm
2. This Magnificent Bird Will Rise
3. The Eyebright Bugler
4. Punch Buggy Valves
5. No One Fed Me So I Stayed
6. Our Angel's Ululu
7. The Last Trumpeter Swan
8. Top Tim Rubies
9. Tuning a Stray
10. Holy Night Fever
11. All Rise
12. Frenzied Handsome, Hello!
13. Days & Nights in the Forest
14. Hark the Umpire
15. Cooper
16. Hallelujah Chorus

## Músicos
- Satomi Matsuzaki - Voz Bajo
- John Dieterich - Guitarra
- Greg Saunier - Batería Voz

- Datos: Q7317783